# 영상의학
영상의학과(radiology) 또는 방사선과는 진단 및 치료를 위해 동물과 인간의 체내 의료용 촬영을 전담하는 의학 분야다. 2000년대 이후부터 영상의학과로 불린다.

## 같이 보기
- 의학촬영